# Филмографија Алфреда Хичкока
Алфред Хичкок (1899–1980) био је енглески редитељ и филмски стваралац. Популарно познат као „мајстор напетости“ због употребе иновативних филмских техника у трилерима, Хичкок је започео своју каријеру у британској филмској индустрији као дизајнер шпица, наслова и уметнички директор бројних немих филмова снимљених током раних 1920-их. Његов редитељски деби био је The Pleasure Garden из 1925. године. Хичкок је потом урадио филм Станар: Прича о лондонској магли, што је био његов први комерцијални и критички успех. Филм је садржао многе тематске елементе по којима су његови филмови били познати, као што је мотив невиног човека у бекству. Такође је садржао и прво од његових познатих камео појављивања. Две године касније режирао је Уцену (1929), што је био његов први звучни филм. Године 1935. Хичкок је режирао 39 степеника; три године касније режирао је филм Госпођа која нестаје, са Маргарет Локвуд и Мајклом Редгрејвом у главним улогама.
Године 1940. Хичкок је прешао у холивудску продукцију, од којих је први био психолошки трилер Ребека, са Лоренсом Оливијеом и Џоан Фонтејн у главним улогама. Добио је прву номинацију за Оскара за најбољу режију, а филм је освојио Оскара за најбољи филм. Хичкок је поново радио са Фонтејн следеће године на филму Сумња, у којем је такође глумио Кери Грант. Године 1943. Хичкок је режирао још један психолошки трилер Сенка сумње, у којем су глумили Тереза Рајт и Џозеф Котен. Три године касније, поново је сарађивао са Грантом у филму Озлоглашена, у којем је такође глумила Ингрид Бергман. Филм је укључивао троминутну испрекидану сцену љубљења између главних улога снимљену посебно да се заобиђе тада актуелни Кодекс за продукцију филмова, који је у то време ограничавао тај тип сцена на три секунде. Године 1948. Хичкок је режирао Конопац, у којем је глумио Џејмс Стјуарт. Филм је био његов први у техниколору и памти се по употреби дугих кадрова како би филм изгледао као један континуирани снимак. Три године касније режирао је Непознати из Норд-експреса (1951).
Хичкок је сарађивао са Грејс Кели на три филма: Позови М ради убиства (1954), Прозор у двориште (1954) и Држ'те лопова (1955). За Прозор у двориште, Хичкок је добио номинацију за најбољу режију на додели Оскара. Године 1955. имао је деби на телевизији као водитељ антологијске телевизијске серије Alfred Hitchcock Presents, коју је такође продуцирао. Године 1958. Хичкок је режирао психолошки трилер Вртоглавица са Стјуартом и Ким Новак у главним улогама. Филм је 2012. године био на врху анкете британског филмског часописа Sight & Sound 50 најбољих филмова свих времена, а такође је био на врху десет најбољих у жанру мистерије Америчког филмског института. Његов наредни филм био је шпијунски трилер Север-северозапад (1959), у којем су глумили Грант и Ева Мари Сејнт. Године 1960. режирао је Психо, који је био највећи комерцијални успех у његовој каријери и за који је добио пету номинацију за Оскара за најбољу режију. Три године касније режирао је хорор филм Птице са Типи Хедрен у главној улози. Следеће године поново се удружио са Хедрен на филму Марни, у којем је такође глумио и Шон Конери.
Као признање за свој рад, Хичкок је добио награду Британске академије филмске и телевизијске уметности (БАФТА), награду за животно дело Америчког филмског института, Меморијалну награду Ирвинг Г. Талберг, Удружење режисера америчке награде за животно дело и Златног глобуса награде Сесил Б. Демил. Добио је две звезде на Булевару славних у Холивуду као признање за његова достигнућа на филму и телевизији. Године 1980. Хичкок је одликован Орденом Британског царства.

## Филм

### Као редитељ
| Година | Наслов                                | Позиција | Позиција  | Позиција   | Напомене                                                                        | Реф.          |
| Година | Наслов                                | Редитељ  | Продуцент | Сценариста | Напомене                                                                        | Реф.          |
| ------ | ------------------------------------- | -------- | --------- | ---------- | ------------------------------------------------------------------------------- | ------------- |
| 1922   | Number 13                             | Да       | Не        | Не         | Изгубљен филм • Недовршен                                                       | [ 4 ]         |
| 1925   | The Pleasure Garden                   | Да       | Не        | Не         | Наслов на немачком: Irrgarten der Leidenschaft (Maze of Passion)                | [ 4 ]         |
| 1926   | The Mountain Eagle                    | Да       | Не        | Не         | Изгубљен филм Наслов на немачком: Der Bergadler                                 | [ 23 ]        |
| 1927   | The Lodger: A Story of the London Fog | Да       | Не        | Не         | Наслов у САД: The Case of Jonathan Drew                                         | [ 4 ]         |
| 1927   | The Ring                              | Да       | Не        | Да         | Сценариста                                                                      | [ 4 ]         |
| 1927   | Downhill                              | Да       | Не        | Не         | Наслов у САД: When Boys Leave Home                                              | [ 4 ]         |
| 1928   | The Farmer's Wife                     | Да       | Не        | Не         |                                                                                 | [ 4 ]         |
| 1928   | Easy Virtue                           | Да       | Не        | Не         |                                                                                 | [ 4 ]         |
| 1928   | Champagne                             | Да       | Не        | Да         | Косценариста                                                                    | [ 4 ]         |
| 1929   | The Manxman                           | Да       | Не        | Не         |                                                                                 | [ 4 ]         |
| 1929   | Blackmail                             | Да       | Не        | Да         | Објављен као нема и звучна верзија филма.                                       | [ 4 ]         |
| 1930   | An Elastic Affair                     | Да       | Не        | Не         | Кратки играни филм Изгубљен филм                                                | [ 4 ]         |
| 1930   | Juno and the Paycock                  | Да       | Не        | Да         | Косценариста                                                                    | [ 4 ]         |
| 1930   | Murder!                               | Да       | Не        | Да         | Косценариста                                                                    | [ 4 ]         |
| 1931   | The Skin Game                         | Да       | Не        | Да         | Косценариста                                                                    | [ 4 ]         |
| 1931   | Mary                                  | Да       | Не        | Не         | Немачкојезична верзија филма Murder!, снимљена са немачким глумцима.            | [ 4 ]         |
| 1931   | Rich and Strange                      | Да       | Не        | Да         | Наслов у САД: East of Shanghai Косценариста                                     | [ 4 ]         |
| 1932   | Number Seventeen                      | Да       | Не        | Да         | Косценариста                                                                    | [ 4 ]         |
| 1934   | Waltzes from Vienna                   | Да       | Не        | Не         | Наслов у САД: Strauss' Great Waltz/ The Strauss Waltz                           | [ 4 ]         |
| 1934   | The Man Who Knew Too Much             | Да       | Не        | Не         |                                                                                 | [ 4 ]         |
| 1935   | The 39 Steps                          | Да       | Не        | Не         |                                                                                 | [ 24 ]        |
| 1936   | Secret Agent                          | Да       | Не        | Не         |                                                                                 | [ 25 ]        |
| 1936   | Sabotage                              | Да       | Не        | Не         | Наслов у САД: The Woman Alone                                                   | [ 4 ]         |
| 1937   | Young and Innocent                    | Да       | Не        | Не         | Наслов у САД: The Girl Was Young                                                | [ 4 ]         |
| 1938   | The Lady Vanishes                     | Да       | Не        | Не         |                                                                                 | [ 26 ] [ 27 ] |
| 1939   | Jamaica Inn                           | Да       | Не        | Не         |                                                                                 | [ 28 ]        |
| 1940   | Rebecca                               | Да       | Не        | Не         |                                                                                 | [ 29 ]        |
| 1940   | Foreign Correspondent                 | Да       | Не        | Не         |                                                                                 | [ 30 ]        |
| 1941   | Mr. & Mrs. Smith                      | Да       | Не        | Не         |                                                                                 | [ 31 ]        |
| 1941   | Suspicion                             | Да       | Не        | Не         |                                                                                 | [ 32 ]        |
| 1942   | Saboteur                              | Да       | Не        | Не         |                                                                                 | [ 33 ]        |
| 1943   | Shadow of a Doubt                     | Да       | Не        | Не         |                                                                                 | [ 33 ]        |
| 1944   | Lifeboat                              | Да       | Не        | Не         |                                                                                 | [ 33 ]        |
| 1944   | The Fighting Generation               | Да       | Не        | Не         | Амерички кратки пропагандни филм                                                | [ 34 ]        |
| 1945   | Spellbound                            | Да       | Не        | Не         |                                                                                 | [ 33 ]        |
| 1946   | Notorious                             | Да       | Да        | Не         |                                                                                 | [ 33 ]        |
| 1947   | The Paradine Case                     | Да       | Не        | Не         |                                                                                 | [ 33 ]        |
| 1948   | Rope                                  | Да       | Да        | Не         | Копродуцент                                                                     | [ 33 ]        |
| 1949   | Under Capricorn                       | Да       | Да        | Не         | Копродуцент                                                                     | [ 33 ]        |
| 1950   | Stage Fright                          | Да       | Да        | Не         |                                                                                 | [ 33 ]        |
| 1951   | Strangers on a Train                  | Да       | Да        | Не         |                                                                                 | [ 33 ]        |
| 1953   | I Confess                             | Да       | Да        | Не         |                                                                                 | [ 33 ]        |
| 1954   | Dial M for Murder                     | Да       | Да        | Не         | Снимљен у 3D                                                                    | [ 33 ] [ 35 ] |
| 1954   | Rear Window                           | Да       | Да        | Не         |                                                                                 | [ 33 ]        |
| 1955   | To Catch a Thief                      | Да       | Да        | Не         |                                                                                 | [ 33 ]        |
| 1955   | The Trouble with Harry                | Да       | Да        | Не         |                                                                                 | [ 33 ]        |
| 1956   | The Man Who Knew Too Much             | Да       | Да        | Не         | Римејк истоименог Хичкоковог филма из 1934.                                     | [ 33 ] [ 36 ] |
| 1956   | The Wrong Man                         | Да       | Да        | Не         |                                                                                 | [ 33 ] [ 37 ] |
| 1958   | Vertigo                               | Да       | Да        | Не         |                                                                                 | [ 38 ]        |
| 1959   | North by Northwest                    | Да       | Да        | Не         |                                                                                 | [ 39 ]        |
| 1960   | Psycho                                | Да       | Да        | Не         |                                                                                 | [ 33 ]        |
| 1963   | The Birds                             | Да       | Да        | Не         |                                                                                 | [ 33 ]        |
| 1964   | Marnie                                | Да       | Да        | Не         |                                                                                 | [ 33 ]        |
| 1966   | Torn Curtain                          | Да       | Да        | Не         |                                                                                 | [ 33 ]        |
| 1969   | Topaz                                 | Да       | Да        | Не         |                                                                                 | [ 33 ]        |
| 1972   | Frenzy                                | Да       | Да        | Не         |                                                                                 | [ 33 ]        |
| 1976   | Family Plot                           | Да       | Да        | Не         |                                                                                 | [ 33 ]        |
| 1993   | Bon Voyage                            | Да       | Не        | Не         | Кратки пропагандни филм на француском језику Снимљен 1944. али објављен 1993.   | [ 40 ] [ 41 ] |
| 1993   | Aventure Malgache                     | Да       | Не        | Не         | Кратки пропагандни филм на француском језику Снимљен у 1944. али објављен 1993. | [ 40 ]        |

### Друге позиције на филму
| Година | Наслов                                    | Позиција  | Позиција   | Позиција | Белешке | Ref(s)        |
| Година | Наслов                                    | Продуцент | Сценариста | Друго    | Белешке | Ref(s)        |
| ------ | ----------------------------------------- | --------- | ---------- | -------- | --- | ------------- |
| 1920   | The Great Day                             | Не        | Не         | Да       | Дизајнер шпице • Краткометражни филм • Филм је изгубљен                                                                       | [ 4 ]         |
| 1921   | The Call of Youth                         | Не        | Не         | Да       | Дизајнер шпице • Краткометражни филм • Филм је изгубљен                                                                       | [ 4 ]         |
| 1921   | Appearances                               | Не        | Не         | Да       | Дизајнер шпице • Филм је изгубљен                                                                                             | [ 4 ]         |
| 1921   | The Mystery Road                          | Не        | Не         | Да       | Дизајнер шпице • Филм је изгубљен                                                                                             | [ 4 ]         |
| 1921   | The Princess of New York                  | Не        | Не         | Да       | Дизајнер шпице • Филм је изгубљен                                                                                             | [ 4 ]         |
| 1921   | Dangerous Lies                            | Не        | Не         | Да       | Дизајнер шпице • Филм је изгубљен                                                                                             | [ 4 ]         |
| 1921   | The Bonnie Brier Bush                     | Не        | Не         | Да       | Дизајнер шпице • Филм је изгубљен                                                                                             | [ 4 ]         |
| 1922   | Three Live Ghosts                         | Не        | Не         | Да       | Уметнички директор, и дизајнер шпице                                                                                          | [ 4 ]         |
| 1922   | Love's Boomerang                          | Не        | Не         | Да       | Дизајнер шпице • Филм је изгубљен                                                                                             | [ 4 ]         |
| 1922   | The Spanish Jade                          | Не        | Не         | Да       | Уметнички директор и дизајнер шпице • Филм је изгубљен                                                                        | [ 4 ]         |
| 1922   | The Man from Home                         | Не        | Не         | Да       | Уметнички директор и дизајнер шпице                                                                                           | [ 4 ]         |
| 1922   | Tell Your Children                        | Не        | Не         | Да       | Уметнички директор и дизајнер шпице • Филм је изгубљен                                                                        | [ 4 ]         |
| 1923   | Always Tell Your Wife                     | Не        | Не         | Да       | Корежисер (без кредита) и директор филма • Краткометражни филм • Делимично изгубљен филм.                                     | [ 4 ] [ 42 ]  |
| 1923   | Woman to Woman                            | Не        | Да         | Да       | Помоћник редитеља, косценариста, и уметнички директор • Филм је изгубљен                                                      | [ 4 ]         |
| 1923   | The White Shadow                          | Не        | Да         | Да       | Наслов у САД: White Shadows Помоћник редитеља, косценариста, и уметнички директор Делимично изгубљен филм.                    | [ 4 ]         |
| 1924   | The Passionate Adventure                  | Не        | Да         | Да       | Помоћник редитеља, косценариста, и уметнички директор                                                                         | [ 4 ]         |
| 1925   | The Blackguard                            | Не        | Да         | Да       | Наслов на немачком: Die Prinzessin und der Geiger (Принцеза и виолиниста) Помоћник редитеља, сценариста, и уметнички директор | [ 4 ]         |
| 1925   | The Prude's Fall                          | Не        | Да         | Да       | Наслов у САД: Dangerous Virtue Помоћник редитеља, сценариста, и уметнички директор Делимично изгубљен филм.                   | [ 4 ]         |
| 1930   | Elstree Calling                           | Не        | Не         | Да       | Рад на скицама и другим пословима на филму                                                                                    | [ 4 ]         |
| 1932   | Lord Camber's Ladies                      | Да        | Не         | Не       | | [ 4 ]         |
| 2014   | German Concentration Camps Factual Survey | Не        | Не         | Да       | Консултант на изради тритмента Документарни филм Снимљен 1945. али објављен 2014. године.                                     | [ 43 ] [ 44 ] |

## Телевизија
| Година(е) | Наслов                   | Улога   | Напомене | Ref(s)        |
| --------- | ------------------------ | ------- | --- | ------------- |
| 1955–1962 | Алфред Хичкок представља | Домаћин | 17 епизода (редитељ)                                                                                        | [ 4 ]         |
| 1957.     | Сумња                    | —       | Епизода: "Four O'clock" (редитељ и продуцент)                                                               | [ 4 ]         |
| 1960      | Starttime                | —       | Епизода: " Инцидент на углу " (редитељ и продуцент) Само телевизијска емисија коју је режирао Хичкок у боји | [ 4 ] [ 45 ]  |
| 1962.     | Alcoa Premiere           | —       | Епизода: "Затвор" (извршни продуцент)                                                                       | [ 46 ] [ 47 ] |
| 1962–1965 | Сат Алфреда Хичкока      | Домаћин | 1 епизода (редитељ)                                                                                         | [ 4 ]         |